# Novia para dos
Novia para dos foi uma telenovela colombiana produzida e exibida pela RCN Televisión entre 25 de março e 22 de dezembro de 2008.
Foi protagonizada por Manuela González e Lincoln Palomeque. 

## Sinopse
Margarita Vera é uma arquiteta que vive eletrificada em nome de seu relacionamento com Adrián Zea, um homem bom, mas insuportavelmente imprevisível. Mas sua vida vem Antonio Ríos, um homem com os mesmos olhos, a mesma caminhada e, especialmente, os mesmos genes. Antonio faz parte de uma família de construtores, de todos os tipos. Para a surpresa de Margarita, Adrian são realizadas em um centro de reabilitação como um ato de amor, deixando seu lugar para Antonio para que ele suplanta e aparente ser o namorado de Margarita, na sua ausência.

## Elenco
- Lincoln Palomeque como Adrián Zea / Toño Ríos
- Manuela González como Margarita Vera
- Natasha Klauss como Tania Toquica Murillo
- Nicolás Montero como Bernardo Rugeles
- Natalia Ramírez como Silvia De Rugeles
- Andrés Sandoval como Nicolás Rugeles
- Carolina Gaitán como Laura Yohana Baquero
- Luisa Fernanda Giraldo como Yuri Cecilia Toquica Murillo
- Gustavo Angarita Jr como Hugo Baquero Ríos
- Santiago Rodríguez como Elías Picón
- Orlando Pardo como Cristóbal Rugeles
- Tatiana Rentaría como María Pía Zea
- Luis Fernando Hoyos como Efraín Daza “El Doc”
- Luces Velásquez como Leonor Etilde Ríos
- Marco López como Cupertino Ríos
- Manuel Sarmiento como Omar Ríos
- Mabel Moreno como Ana Vera
- Teresa Gutiérrez como Olga De Vera
- Constanza Duque como Gabriela Rugeles De Zea
- Manuel Busquets como Víctor Zea
- Carmenza González como Perla
- Bayardo Ardila como Marcolino